# Rafael Derby
Derby (poznat i kao Alto, heb. דרבי) je zrak-zrak projektil s aktivnim radarskim navođenjem kojeg je dizajnirala i proizvela izraelska vojna industrija Rafael. Iako tehnički nije dio Python obitelji, Derby je u osnovi temeljem na Pythonu-4. Na izvoznom tržištu, Derby se nudi kao zamjena za američki AIM-120. Postoje inačice kratkog (do 4 km) i srednjeg (preko 50 km) dometa.
Sam razvoj Derbyja je započeo početkom 1980-ih dok se nakon nekoliko godina u projekt uključila i Južnoafrička Republika.

## SPYDER
SPYDER (Surface-to-air PYthon and DERby) je napredni protuzračni raketni sustav koji koristi zemlja-zrak inačice raketa Python-5 i Derby. Cijeli sustav je postavljen na šasiju kamiona zbog čega se koristi kao mobilna protuzračna jedinica. Postoje Spyder ADS-SR (sustav kratkog dometa) i Spyder ADS-MR (sustav srednjeg dometa) inačice. Obje se mogu koristiti protiv neprijateljskih zrakoplova, helikoptera, bespilotnih letjelica, krstarećih projektila i vođenih bombi.

## Korisnici
- Brazil: zemlji je 2011. dostavljeno pojedinačno po 200 komada Pythona-4 i Derbyja.[2]
- Čile: zemlji je 2003. dostavljeno 60 komada Derbyja.[2]
- Ekvador: zemlji je 2003. dostavljeno 60 komada Derbyja.[2]
- Kolumbija: zemlji je 2010. dostavljeno 40 komada Derbyja.[2]

## Vidjeti također
- Python
- SPYDER